# 李彦 (西魏)
李 彦（り げん、生没年不詳）は、北魏末からの西魏にかけての官僚。字は彦士。本貫は梁郡下邑県。

## 経歴
北魏の南青州刺史の李静の子として生まれた。孝昌年間、奉朝請を初任とし、軽車将軍の位を加えられた。534年（永熙3年）、孝武帝に従って関中に入り、著作佐郎を兼ね、起居注の修撰にあたった。寧朔将軍の位を加えられ、冠軍将軍・中散大夫に進み、平東将軍・太中大夫に転じた。
535年（大統元年）、西魏が建国されると、通直散騎侍郎に叙せられた。537年（大統3年）、安東将軍・銀青光禄大夫となった。太保長史・太傅長史・儀曹郎中・左民郎中を歴任した。546年（大統12年）、三十六曹が十二部に改編されると、李彦は民部郎中に任ぜられ、平陽県子に封ぜられた。549年（大統15年）、中軍将軍に進み、尚書左丞を兼ね、選部を領知した。西魏軍が東魏を討つと、李彦は持節・大都督・通直散騎常侍の位を加えられ、宇文泰の留守中の行台の事務を掌握した。552年（廃帝元年）、尚書右丞に任ぜられ、尚書左丞に転じた。尚書左丞のまま給事黄門侍郎となった。まもなく車騎大将軍・儀同三司に進み、宇文氏の姓を賜った。
敷州刺史に任ぜられたが、東方が平定されていないことを理由に刺史の任を固辞し、許可された。兵部尚書に任ぜられ、驃騎大将軍・開府儀同三司の位を加えられ、著作を兼ねた。556年（恭帝3年）、六官が建てられると、軍司馬に転じ、爵位は伯に進んだ。46歳で死去した。諡は敬といった。
子の李昇明が後を嗣ぎ、太府中大夫・儀同大将軍となった。

## 伝記資料
- 『周書』巻37 列伝第29
- 『北史』巻70 列伝第58